# San Lucas (Jujuy)
San Lucas es una localidad argentina ubicada en el Departamento San Pedro de la Provincia de Jujuy. se encuentra sobre la Ruta Provincial 1, 9 km al sur de San Pedro de Jujuy, de la cual depende administrativamente. 
Las tierras pertenecen al Ingenio La Esperanza, y casi la totalidad de su población se dedica a trabajos en los cañaverales. Cuenta con una escuela primaria.